# Ronald Pope
Ronald Pope (1920-1997) va ser un pintor i escultor anglès nascut a Derbyshire. Va viure gran part de la seva vida a Melbourne, on va desenvolupar el seu treball artístic.

## Biografia

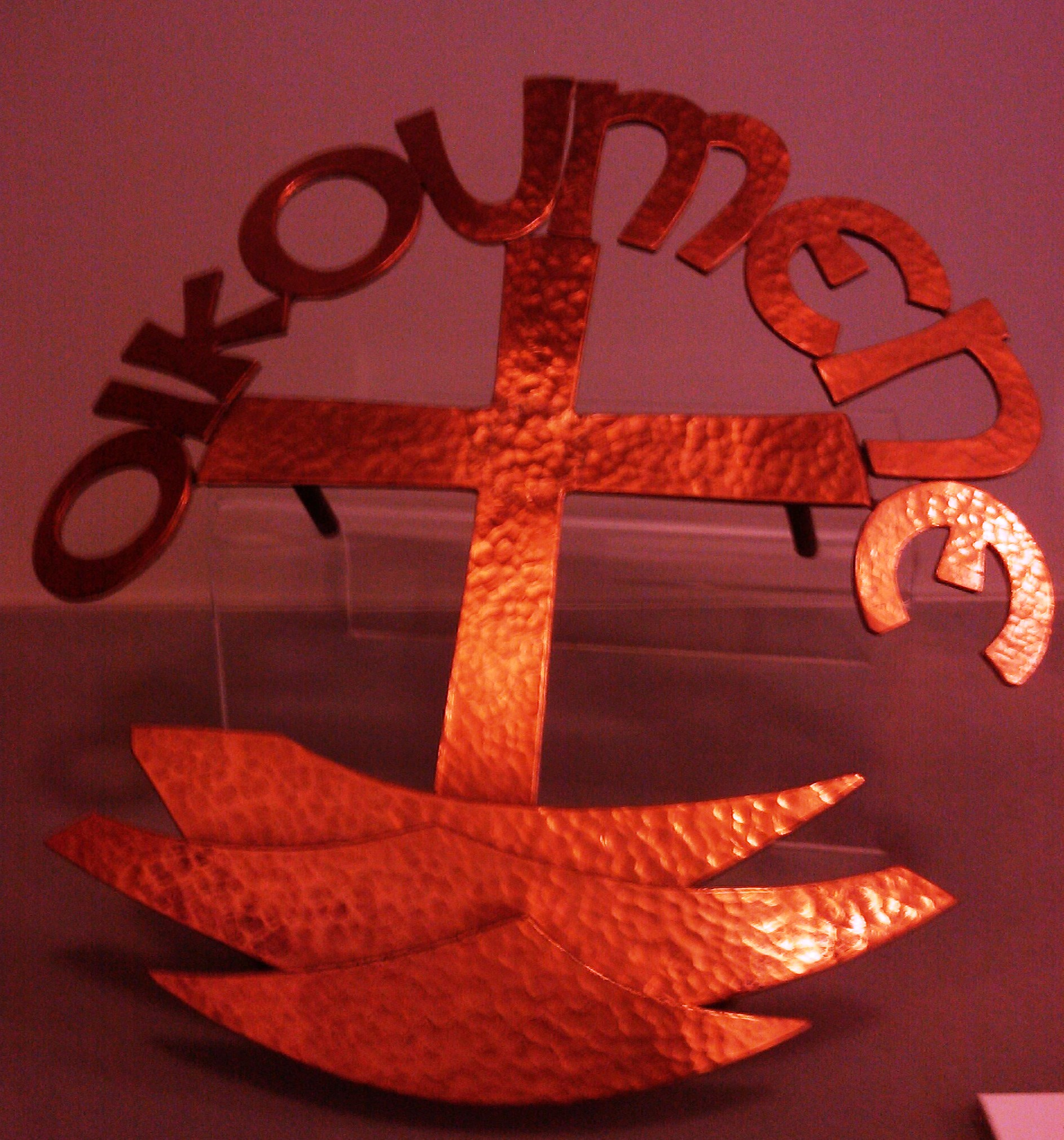
Una escultura de la capella de la Infermeria Reial de Derby que actualment es troba al Museu de Derby.

Pope va passar els anys de la guerra dibuixant eines per a Rolls Royce a Derby, on va aprendre les tècniques de foneria i soldadura que després aniria utilitzar en les seves obres. El 1945, va estudiar escultura amb el professor F. E. McWilliam a la Slade School of Fine Art a Londres. Més tard, va estudiar ceràmica amb Heber Matthews a Woolwich Polytechnic.
En els anys següents, Pope ha desenvolupat nombrosos treballs per a espais públics, esglésies, escoles, hospitals, empreses i treballs encomanats per arquitectes (com Sir Basil Spence). La seva obra és principalment marcada per l'harmonia de les formes i la recerca de l'expressió dels ideals humanistes, la pau i la reflexió.
Pope va deixar de treballar amb escultures a la dècada de 1990 i es va dedicar a pintar aquarel·les Algunes de les seves obres (tant de pintura com d'escultura) estan en exhibició permanent als museus Derby Museum and Art Gallery i Museu de Watford. No obstant això, moltes de les seves escultures més importants, produïdes en els anys 1950 i 1960 es troben en llocs públics en Staffordshire, Derbyshire, Nottinghamshire, Leicestershire, Gloucestershire, Hertfordshire, Norfolk i Yorkshire.
Pope va morir el 1997, deixant esposa i dos fills adults.